# Charles Rivail
Charles Rivail né à Grenoble le 27 octobre 1862 et décédé le 17 octobre 1936, fut maire de Grenoble du 8 mai 1904 au 10 mai 1908.
Il avait une vocation théâtrale, mais la tentative parisienne tourne court, et il revient à Grenoble ouvrir un cabinet d'avocat. Il a un réel talent d'orateur et de polémiste et devient l'un des avocats les plus réputés du barreau. Il devient directeur politique du Réveil du Dauphiné. De 1893 à 1898, il devient conseiller d'arrondissement du canton de La Mure.
En 1900, il est élu Conseiller municipal à Grenoble. En 1904, il succède à Stéphane Jay au poste de maire. Avec tact, il sut faire approuver les travaux au Centre de Grenoble pour désengorger la vieille ville en faisant disparaître des bâtiments vétustes, ouvrant ainsi la rue de la république et élargissant la rue Lafayette. Il décida également le transfert du vieil hôpital civil sur la commune limitrophe de La Tronche.
On lui doit aussi la création de plusieurs groupes scolaires, la rénovation de l'École Vaucanson, l'extension du réseau électrique de la ville et enfin la réduction des zones militaires préparant ainsi l'extension de la cité au cours du XXe siècle. C'est également durant son mandat que l'industriel Casimir Brenier fait un premier don le 31 mai 1907 d'un terrain le long de l'avenue de la gare sur lequel débutera en 1910 le chantier du nouvel institut électrotechnique.
Inhumé au cimetière Saint-Roch, ce n'est que depuis le 16 novembre 1956 qu'une rue de Grenoble porte son nom.